# Prepops frontalis
Prepops frontalis är en insektsart som först beskrevs av Reuter 1905.  Prepops frontalis ingår i släktet Prepops och familjen ängsskinnbaggar. Inga underarter finns listade i Catalogue of Life.